# Пелчин (Люблінське воєводство)
Пелчин (пол. Pełczyn) — село в Польщі, у гміні Травники Свідницького повіту Люблінського воєводства.
Населення — 543 особи (2011).
У 1975-1998 роках село належало до Люблінського воєводства.

## Демографія
Демографічна структура станом на 31 березня 2011 року:
|          | Загалом | Допрацездатний вік | Працездатний вік | Постпрацездатний вік |
| -------- | ------- | ------------------ | ---------------- | -------------------- |
| Чоловіки | 275     | 61                 | 188              | 26                   |
| Жінки    | 268     | 61                 | 152              | 55                   |
| Разом    | 543     | 122                | 340              | 81                   |